# Coutos de Alcobaça

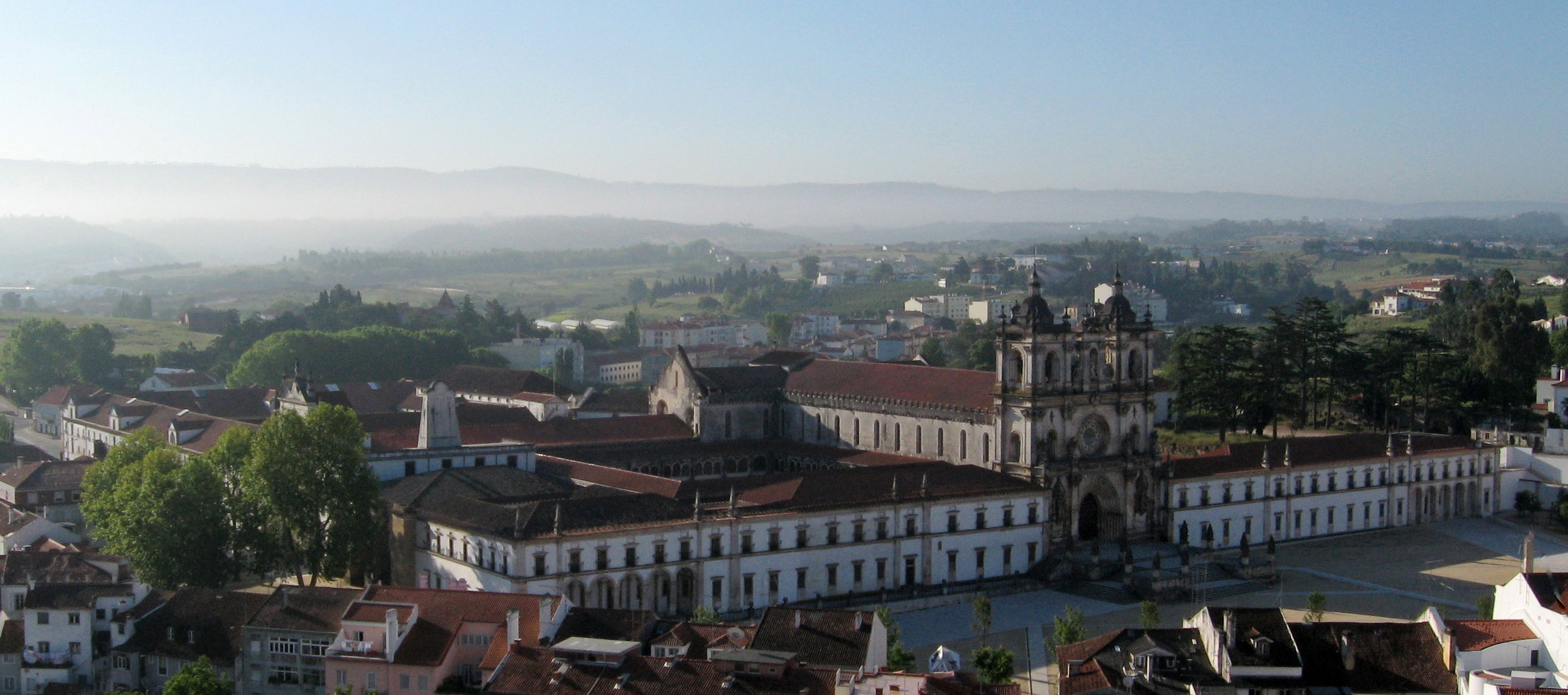
Abtei von Alcobaça

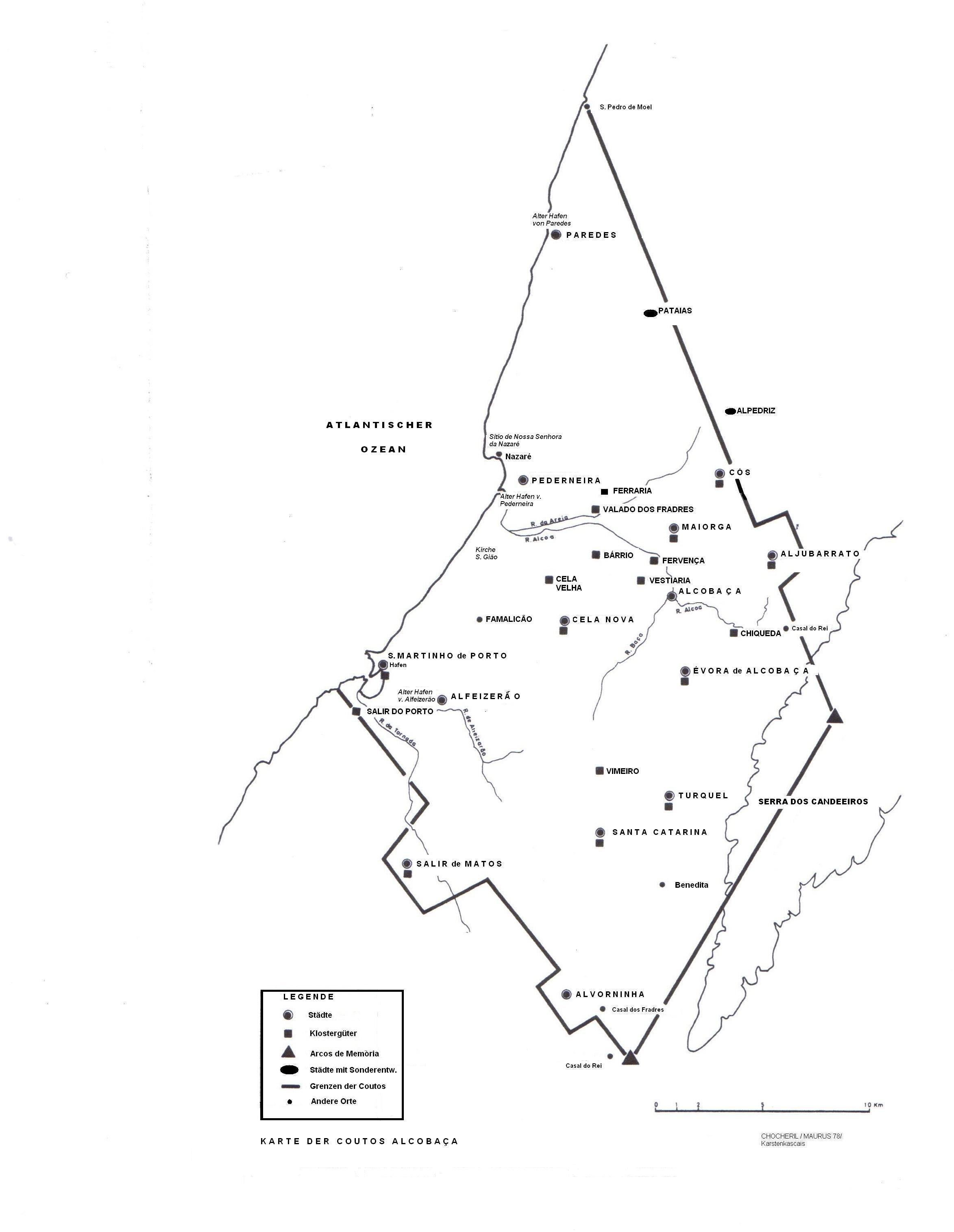
Plan der Coutos de Alcobaça

Mit dem Namen Coutos de Alcobaça wird das frühere Herrschaftsgebiet der Abtei von Alcobaça (von 1153 bis 1834) in Portugal bezeichnet. Es lag in der historischen Estremadura, im heutigen Centro, etwa 100 km nördlich von Lissabon und umfasste circa 500 km². Es war 1153 vom ersten König von Portugal Afonso Henriques an den Abt der französischen Abtei Clairvaux Bernhard von Clairvaux geschenkt worden und erstreckte sich zwischen dem 613 Meter hohen Gebirge Serra de Candeeiros und dem Atlantik. Das Gebiet war in etwa mit den heutigen Landkreisen Alcobaça und Nazaré identisch und umfasste noch Teile des südlich anschließenden Landkreises Caldas da Rainha. Das Kloster der Heiligen Maria von Alcobaça (O Mosteiro de Santa Maria de Alcobaça), oder auch Die königliche Abtei von Alcobaça (A Real Abadia de Alcobaça) genannt, war eines der größten Klöster in der Geschichte der Zisterzienser. Die Coutos deckten sich nicht mit dem Bereich der Jurisdiktion der Abtei, die auch, zudem zeitlich unterschiedlich, andere Gebiete mit umfasste. In den Coutos entstanden außer Alcobaça noch 13 weitere Städte, darunter vier mit eigenen Häfen, die ihre Blütezeit im 16. bis 18. Jahrhundert hatten. Nach der Auflösung der Abtei 1833/34 verlor sich der Zusammenhalt dieser Städtegemeinschaft, an die erst in ganz neuer Zeit wieder anzuknüpfen versucht wird, wie durch die Schaffung eines eigenen Museums für die Coutos de Alcobaça im Jahre 2001 in der Stadt Alcobaça. Auch haben sich die Städte vollkommen unterschiedlich entwickelt. Historisch jedoch sind die Coutos de Alcobaça ein Beispiel für eine systematische Entwicklung einer Region, ihrer Blütezeit und ihres Niedergangs.

## Bereich der Coutos de Alcobaça

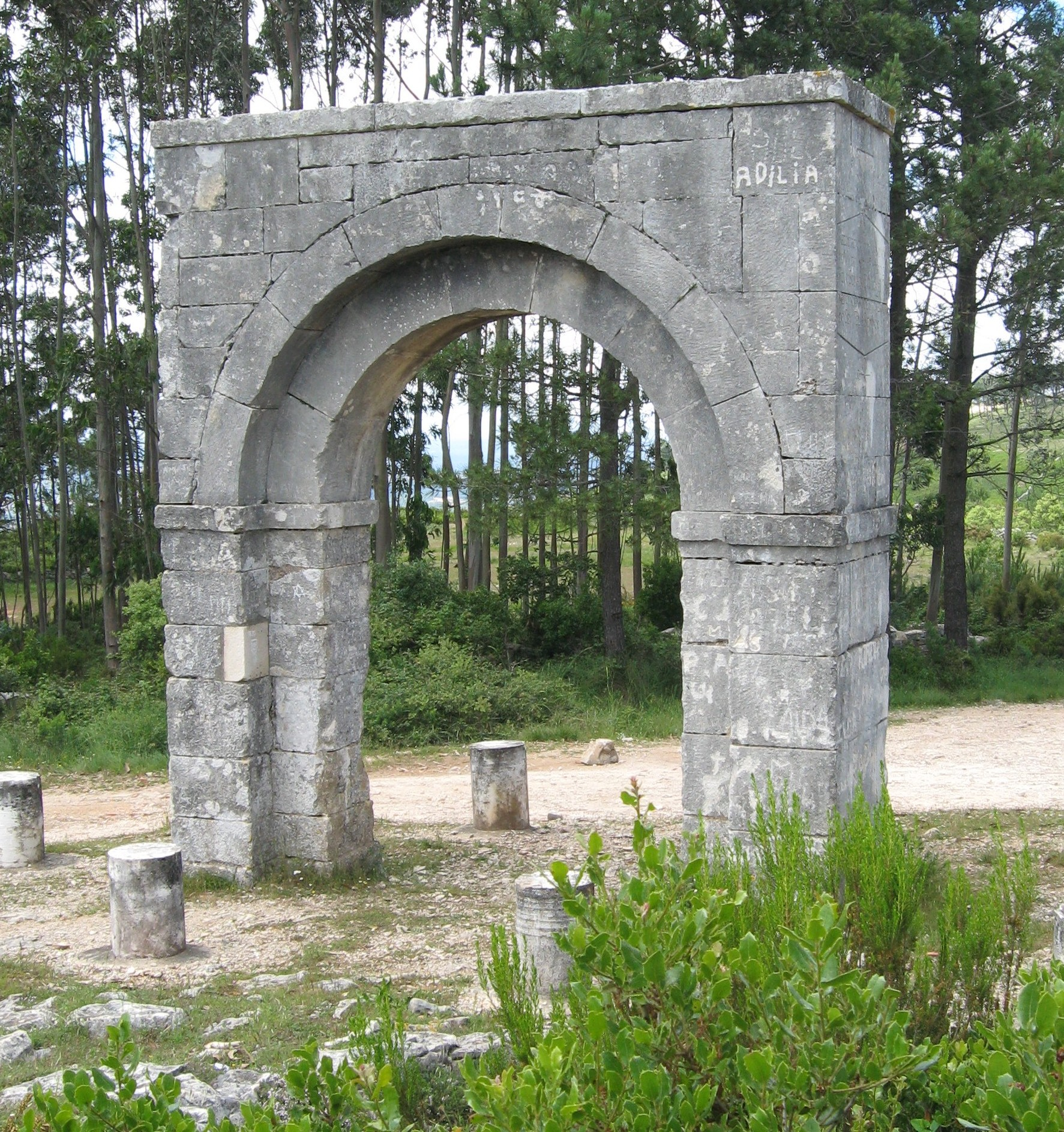
Arco de Memória, Serra dos Candeeiros

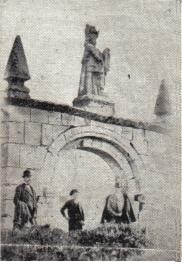
Ehemaliger Arco da Memória bei Alvorninha

### Schenkungsurkunde vom 8. April 1153
Noch auf dem Totenbett erreichte Bernhard von Clairvaux die Urkunde des ersten portugiesischen Königs, mit der er der Abtei Clairvaux ein verbal genau umschriebenes Gebiet zwischen Leiria und Óbidos, dem Atlantik und dem Gebirge Serra dos Candeeiros zur Gründung eines neuen Klosters überließ. Historisch wird die Fläche stets mit 44.000 Hektar, also 440 km², angegeben, dürfte indes bei Berücksichtigen der bekannten Größen der beteiligten Landkreise und Gemeinden bei knapp 500 km² gelegen haben. Die Schenkung erfolgte einmal aus politischen Gründen, da König Afonso Henriques sich unter Lossagung von der Oberhoheit Kastiliens selbst zum König gekrönt hatte und sein Königtum noch der Bestätigung durch den Papst harrte. Zum anderen entsprach es einer Praxis, die infolge der Reconquista von den Mauren wiedereroberten Gebiete nach fast 500-jähriger moslemischer Herrschaft durch die Ansiedlung von Klöstern zu rechristianisieren. Die Mönche verteidigten bis zur Schließung der Abtei 1833/1834 ihren Gebietsbestand selbst gegen königliche Ansprüche. Diese wurden zumeist wieder durch nachfolgende Könige korrigiert, wie durch Pedro I. (1320–1367), João I. (1385–1433), Manuel I. (1469–1521), Henrique I. (1512–1580), der selber 40 Jahre auch Abt von Alcobaça war, und João IV. (1640–1660), alles große Gönner der Abtei. Dennoch sicherten die Mönche ihr Gebiet durch sichtbare Zeichen. Sowohl an dem südöstlichen wie an dem nordöstliche landeinwärts gelegenen Eckpunkten der Coutos (die anderen Eckpunkte trafen auf den Atlantik) errichteten sie große Torbögen als Arco da Memória (Erinnerungstor), in denen Inschriften verkündeten, dass das dahinter liegende Land der Abtei von Alcobaça durch den ersten König Portugals geschenkt worden sei. Das südöstliche Tor bei Alvorninha wurde 1912 eingerissen, dass nordöstliche steht noch in der Einöde der Serra dos Candeeiros bei Arrimal (heute Landkreis Porto de Mós), von wo man aus einer Höhe von 450 m das ehemalige Abteigebiet bis zum Ozean überblicken kann. Dieses Tor, mit einer Breite von fünf Metern und einer Höhe von sechs Metern, war beim Erdbeben von 1755 eingestürzt, wurde aber 1830 auf Anordnung von König Miguel wiedererrichtet, worüber eine Inschrift berichtet. Die andere ältere Inschrift wiederholt – wie bei dem Tor in Alvorninha – den Gebietsanspruch und datiert wahrscheinlich von 1647 (möglicherweise auch 1747).

### Städte
Zu den Coutos gehörten neben Alcobaça folgende 13 Städte:
- Alfeizerão, Freibrief 1332, Stadtstatut 1514
- Aljubarrota, Freibrief 1164/1167, Stadtstatut 1514
- Alvorninha, Freibrief 1210, Stadtstatut 1527
- Cela Nova, Freibrief 1286, Stadtstatut 1514
- Cós, Freibrief 1301, Stadtstatut 1514
- Évora de Alcobaça, Freibrief 1285, Stadtstatut 1514
- Maiorga, Freibrief 1303, Stadtstatut 1514
- Paredes da Vitória, Freibrief 1282, Stadtstatut 1514
- Pederneira, Freibrief 1236/38/83, Stadtstatut 1514
- Salir de Matos, Freibrief 13. Jahrhundert, Stadtstatut 1514
- Santa Catarina, Freibrief 1307, Stadtstatut 1514
- São Martinho do Porto, Freibrief 1257, Stadtstatut 1518
- Turquel, Freibrief 1314, Stadtstatut 1514

### Abgrenzungen
Alpedriz
Nicht zu den Coutos gehört die im Landkreis Alcobaça zwischen Cós und Pataias liegende Stadt Alpedriz, die 1147 von Afonso Henriques von den Mauren erobert worden war und der er 1150 einen Freibrief ausgestellt hatte, somit vor der Schenkung an Bernhard von Clairvaux. König Sancho I. (1154–1211) unterstellte 1187 Alpediz dem Ritterorden von Avis. Alpedriz erhielt von König Manuel I. 1515 das Stadtstatut. Ab 1567 unterstand aber auch der Ritterorden von Avis der Jurisdiktion des nunmehrigen Generalabtes von Alcobaça, nachdem die Abtei zur Autonomen Kongregation der Zisterzienser in Portugal aufgestiegen war.
Nossa Senhora da Nazaré in Sítio
Jedenfalls seit dem 17. Jahrhundert unterstand der Herrschaft der Abtei auch nicht mehr Sítio de Nossa Senhora da Nazaré, ein Teil von Pederneira, das seit 1912 Nazaré heißt. Im Santuário de Nossa Senhora da Nazaré (Heiligtum Unserer Frau von Nazareth) in Sítio, der bis zu Beginn des 20. Jahrhunderts bedeutendsten Marienwallfahrtsstätte Portugals, wird ein der Legende nach 1179 gefundenes authentisches geschnitztes Abbild der stillenden Madonna aufbewahrt, das 1182 einem Mitkämpfer von Afonso Henriques, Dom Fuas Roupinho, das Leben gerettet haben soll. Zum Dank habe Dom Fuas diesen Teil Pederneiras der Jungfrau Maria geschenkt. Diese Legende führte jedenfalls im 17. Jahrhundert zur königlichen Entscheidung, dass das Gebiet nicht der Abtei Alcobaça gehören könne.
Kirche São Gião
Die gegenüber dem Santuário auf der anderen Seite der Bucht von Nazaré liegende Kirche von São Gião, eine der bedeutendsten frühkirchlichen (und vormaurischen) christlichen Stätte der iberischen Halbinsel, gehörte zu Pederneira (heute Nazaré) und damit zur Abtei, die die Kirche aber schon im 15. oder 16. Jahrhundert aufgegeben hatte und seit Beginn des 18. Jahrhunderts verfallen ließ.
Paredes da Vitória und Alvorninha
Der Hafen Paredes da Vitória gehörte zwar nach der nördlichen Grenzziehung in der Schenkungsurkunde zu den Coutos, jedoch wurde er in den ersten Jahrhunderten danach von den Königen beansprucht, bis der Hafen 1368 aufgrund einer Schenkung von König Fernando I. zur Abtei kam. Jenseits der südlichen Grenze der Schenkung hatte die Abtei Alvorninha gegründet, weswegen es hierüber im 14. Jahrhundert einen Streit mit König Afonso IV. (1291–1357) gab, dessen Sohn König Pedro I. (1320–1367) aber 1357 die Rechte der Abtei über diesen Teil ausdrücklich anerkannte.
Frauenkloster Santa Maria von Cós
Das bereits 1279 als Frauenkonvent eingerichtete Kloster von Cós diente von Anbeginn der klösterlichen Unterbringung von Frauen, die Mönchen des Klosters von Alcobaça nahestanden, eine bei mittelalterlichen Klöstern nicht unübliche Einrichtung. Erst 1532 wurde der Konvent als selbständiges Zisterzienserkloster anerkannt.

### Sonstige Gemeinden
Im Zusammenhang mit Gründungen von Meierhöfen (granjas) sind folgende Gemeinden heute noch vorhanden, die aber kein eigenes Stadtrecht erlangten:
- Famalicâo
- Valado dos Frades
- Vestiaria
- Vimeiro

- Ein Sonderfall ist die Stadt Pataias, die infolge des rätselhaften Niedergangs der Stadt Paredes da Vitória um 1540 Bedeutung erlangte, nachdem sie viele Bewohner von Paredes aufgenommen hatte und auch an der ursprünglichen Bedeutung von Paredes anknüpfen konnte.

- Bei den übrigen sonstigen Gemeinden im Landkreis Alcobaça handelt es sich um neuere Gemeinden des 19. oder 20. Jahrhunderts, die auf den historischen Gebieten der Coutos entstanden sind, wie Bárrio oder auch Benedita, mit 8.233 Einwohnern (Stand 2001) die größte Stadt des Landkreises, mit einem großen Teil auf dem historischen Gebiet von Turquel gelegen.

## Bildung der Coutos

### Besiedlung der Coutos
Der Begriff coutos wird aus dem lateinischen cautum in der Bedeutung von Sicherheit hergeleitet einerseits mit dem Sinn eines Lehnsguts, zum anderen dem einer Freistatt. Im Portugiesischen wird er zur Bezeichnung eines ganzen Gebiets nur im Hinblick auf das Herrschaftsgebiet der Abtei von Alcobaça verwandt. In ihm findet die Art und Weise der von den Mönchen durchgeführten Wiederbesiedlung dieser Region ihren Niederschlag, nachdem sie es unmittelbar nach der im Rahmen der Reconquista gelungenen Befreiung von den Mauren übernommen hatten. Die Besiedlung erfolgte in der Weise, dass die Mönche in keiner größeren Entfernung als von einem Tagesmarsch rundum um das Kloster Granjas, das waren Hofanlagen in der Art von Meierhöfe, errichteten und diese von Siedlern unter ihrer Anleitung und Aufsicht bewirtschaften ließen. Nach im Schnitt drei bis sechs, teilweise auch neun Jahren, zeitlich gestaffelt nach der Güte des Bodens, erhielten die Siedler Flächen zur eigenen Bewirtschaftung überlassen und mussten künftig der Abtei neben den ihr zu leistenden Hilfsdiensten nur noch Abgaben entrichten. Gleichzeitig schulten die Mönche, auch in den ersten bekannten Schulen dieser Art, die Siedler in handwerklichen Fertigkeiten, bis hin zur Eisengewinnung (aus den Flüssen) und Schmiedekunst. Aus diesen Meierhöfen und sie umgebenden Ansiedlungen entstanden die Coutos als Städte, indem ihnen von der Abtei zwischen dem 12. und 14. Jahrhundert in einem Freibrief als Gemeinden ein selbständiges Nutzungsrecht gewährt wurde, ungeachtet der jeweils fortbestehenden Tributpflicht und Abhängigkeit vom Kloster.

### Freibriefe und Stadtrechte

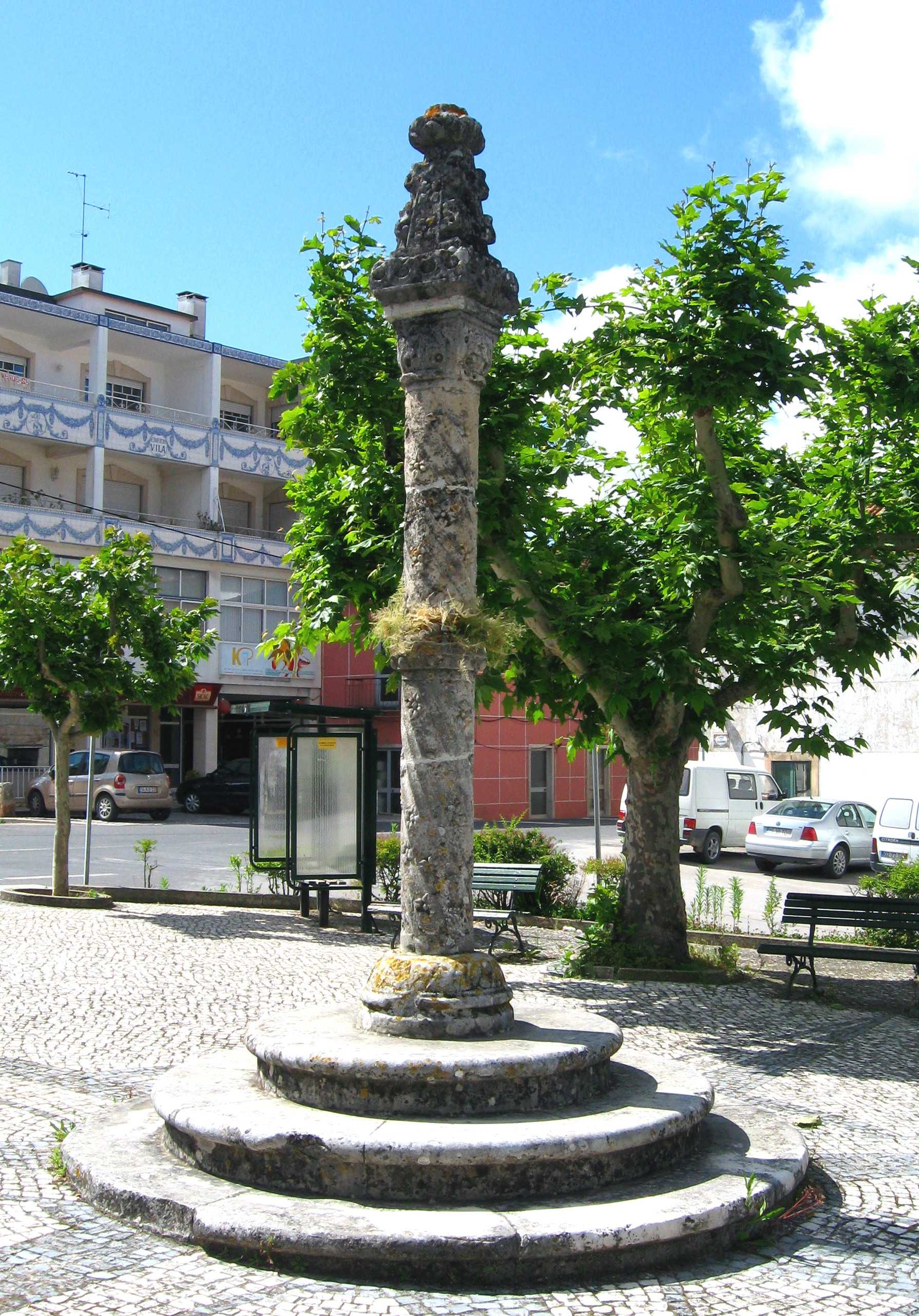
Schandpfahl in Turquel von 1512

Der vom Abt als Gebietsherrn ausgestellte Freibrief (Carta de Aforamento da Povoação –Lehens- und Siedlungsbrief) gewährte als Erstes ein Besiedlungsrecht und legte die den Siedlern gewährten Rechte und ihnen obliegenden Pflichten fest. Diese wurde manchmal in späteren Jahren geändert, so dass einige Coutos mehrere Freibriefe besitzen. Die Herrschaft der Abtei blieb hiervon unberührt. Eine Ende des 15. Jahrhunderts aufgekommene Schwäche des Klosters und auch des Königshauses aber nutzten die Coutos zur Forderung nach mehr Selbstverwaltung und Unabhängigkeit. König Manuel I. (1469–1525) gab den Forderungen der Städte 1514 nach, indem er ihnen ein neues Stadtstatut schuf unter Gewährung eines neuen Stadtrechts, das aber die Tributpflicht zu Gunsten der Abtei unangetastet ließ. Die Reform gab den Städten eine gewisse Selbstverwaltung, auch eine niedere Gerichtsbarkeit. Für einige Städte ist berichtet, dass sie zwei Richter besaßen. Die Vorrechte der klösterlichen Herrschaft wurden aber durchwegs aufrechterhalten und durch einen in jeder Stadt mit dem Wappen der Abtei ausgestatteten Schandpfahl, portugiesisch Pelourinho, bekräftigt. Alvorninha erhielt das Stadtstatut möglicherweise erst durch João III. (1502–1557), dessen Brüder, Kardinal Afonso de Portugal (1509–1540) und Kardinalinfant Henriques (1512–1580), der in seinen beiden letzten Lebensjahren auch König war, für fast 60 Jahre die Äbte in Alcobaça stellten. Durch diese Stadtreform verlor die Abtei ihre unmittelbaren Hoheitsrechte in Bezug auf das Land an die Städte der Coutos. König Manuel hatte 1506 zum Ausgleich seiner beabsichtigten Reform bereits die Übertragung dieses unmittelbaren Hoheitsrechts auf ein dem Kloster nahegelegenes Gebiet, der Vila São Bernardo, das ist das heutige Vestiaria, gestattet.

## Zustand des Stiftungsgebiets

### Kelten und Römer
An sich war die von den Mönchen übernommene Region seit langem bewohnt. Bereits in der Bronzezeit finden sich dort Ansiedlungen, die im bronzezeitlichen Wegenetz eingebunden waren. Bevor die Karthager und die Römer kamen, siedelten dort die Turdulos (turdolorum oppida), ein mit den Kelten verwandter Volksstamm, der sich auch der Romanisierung bis zum (verlorenen) lusitanischen Krieg (155 v. Chr. – 138 v. Chr.) widersetzte. Eine wichtige Schlacht soll durch Roms Statthalter der Provinz Hispania Ulterior, Décio Juno Brito, in der weiteren Gegend der Coutos geschlagen worden sein, weswegen der Römer an der Bucht von Nazaré einen Neptuntempel habe errichten lassen, auf dem die frühchristliche Kirche von São Gião errichtet worden sein soll. Bei den Römern gehörte das Gebiet zur schon um 197 v. Chr. gebildeten Provinz Hispania Ulterior, nach der Reform des Kaisers Augustus der Provinz Lusitania an, dort der Unterprovinz Scallabis, dem heutigen Santarém. Das Gebiet von Alcobaça wurde von einer Römerstraße durchzogen, die die dort unter anderem liegenden römischen Städte Colipo (São Sebastião do Freixo bei Leiria), Araducta (wahrscheinlich das heutige Alfeizerão) und Eburobritium (bei Óbidos) verband. Eine andere Römerstraße verband den Hafen Paredes über Porto de Mós mit Tomar und Conimbriga (Coimbra). In Bárrio, eine Gemeinde, die im Bereich der alten Stadt Cela Nova liegt, wurde am Abhang zur früheren Lagune von Pederneira ein römisches Kastell, das vermutlich die Lagune überwachte, aus der Zeit von 200 bis 400 entdeckt.

### Germanen und Mauren
Die ab 470 nachfolgenden Westgoten siedelten in dieser Region, wie die Kirche von São Gião nahelegt und dortige Funde belegen, und ab 711 die Mauren, die mit den Kastellen von Alcobaça und Alfeizerão (die von ihnen errichtet oder – nach anderer Meinung – umgebaut wurden) und der südlich gelegenen Burg von Óbidos die Gegend beherrschten. Teile des Abteigebietes waren erst zehn Jahre vor der Schenkung an Bernhard von Clairvaux den Mauren abgerungen worden. Somit handelte es sich bei dem von Afonso Henriques den Mönchen überlassenen Gelände um ursprünglich altes Kulturland, das aber unter den Befreiungskämpfen gegen die Mauren erheblich gelitten hatte und zumindest in Teilen entvölkert war.

### Lagunen von Alfezeirão und Pederneira
Hinzu kam noch die Besonderheit, dass das Land in einer Breite von etwa 20 km zwar an dem Atlantik angrenzte, aber nur über drei Zugänge in Form zweier Lagunen (die von Alfeizerão und die von Pederneira, heute Nazaré) und einem engen Tal bei Paredes verfügte. Diese Lagunen fanden ihre erste schriftliche Erwähnung bereits bei dem römischen Schriftsteller und Poeten Rufio Festo Avieno in seinem Werk Ora Maritima um 350 n. Chr. Einige Städte der Coutos wie Alfeizerão, Cela, Maiorga, heute im Hinterland, lagen allesamt an den schiffbaren Lagunen. Sowohl die Lagune von Pederneira wie auch die von Alfeizerão zogen sich seitlich etwa zehn Kilometer ins Land. Für den Hafen von Alfeizarão wurde noch für das ausgehende 16. Jahrhundert berichtet, dass dort 80 Schiffe ankern konnten. In beiden in dieser Lagune befindlichen Häfen von Alfeizerão und Sao Martinho entwickelten sich bis ins 17. Jahrhundert hinein florierende Werften, die in damaligen Zeiten hochseetaugliche Schiffe bauten, wie einen Teil der Flotte, mit der König Sebastião I. (1554–1578) seine Expedition nach Marokko antrat, wo er in der Schlacht von Alcácer-Quibir seinen Tod fand. Die Lagunen waren bis ins 16. Jahrhundert fischreich und voll mit Seevögeln. In ihren Endbereichen befanden sie sich im Zustand der Eutrophierung. Im flachen Wasser betrieben die Mönche zur Salzgewinnung Salinen, 1294 schon gewährte König Dinis (1251–1325) ihnen das königliche Recht (das Regal), neben Wein auch Salz zu verschiffen. Zu den wesentlichen frühen Aufgabe der Mönche zählte es, diesen Lagunen landwirtschaftlich nutzbare Flächen abzugewinnen. Somit standen insgesamt die Mönche vor einem landwirtschaftlichen Neubeginn.

## Trockenlegung und Fluten

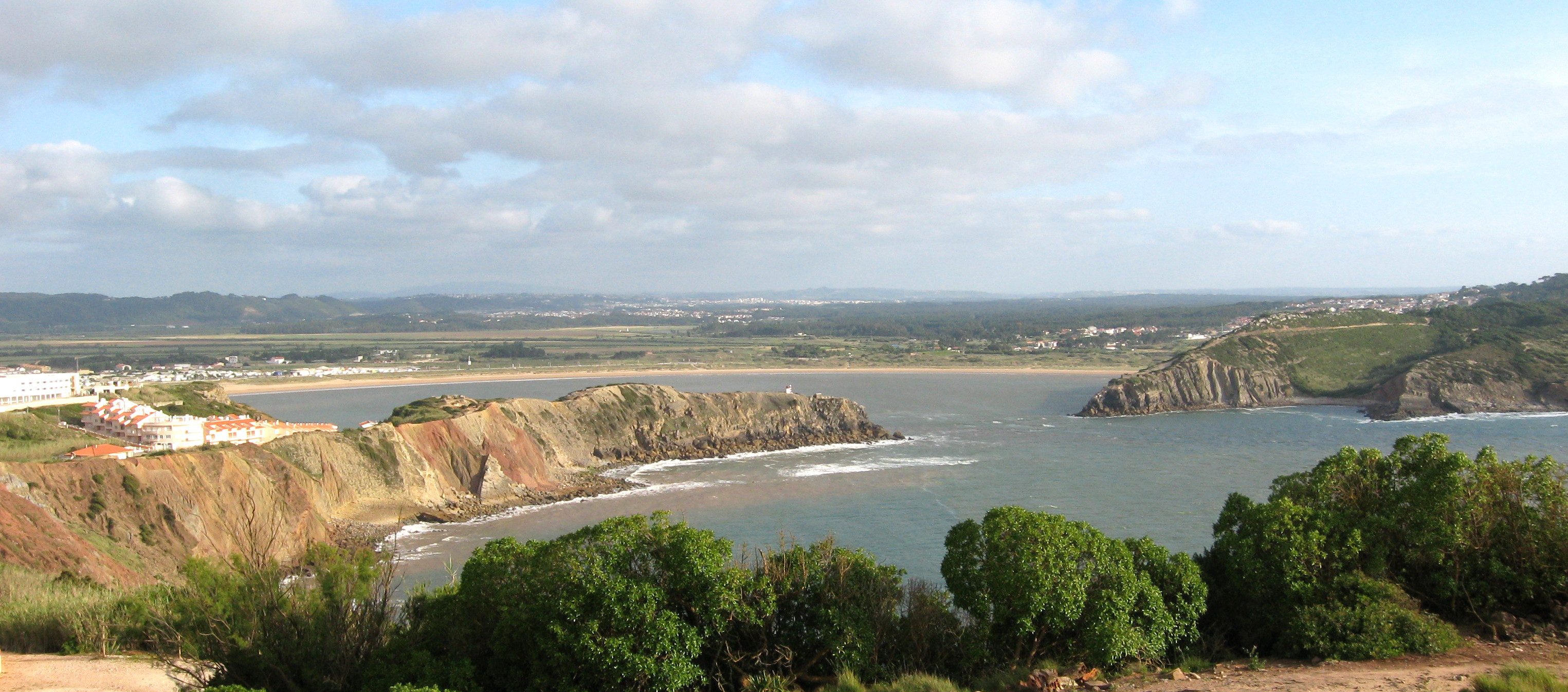
São Martinho, Meerespforte mit Lagune und Verlandungszone

In den Verlandungszonen legten die Mönche die Lagunen trocken und beschleunigten so die Verlandung. Bei der Landgewinnung erreichten sie eine solche Fertigkeit, dass sie in ganz Portugal mit der Trockenlegung von Sümpfen beauftragt und dafür dort mit Gütern belehnt wurden. Wenn auch schon sich seit mehreren hundert Jahren ankündend trat im 17. und 18. Jahrhundert die ökologische Katastrophe ein. Die Binnengewässer brachen zusammen, die Fische starben aus, die Seevögel zogen fort und die Häfen verlandeten. Für diese rasche Wende gibt es bisher, mit Ausnahme der seit Jahrtausenden zu beobachtenden generellen langsameren geologischen Veränderungen, noch keine eindeutige Erklärung. Das 18. Jahrhundert brachte eine Vielzahl von Katastrophen, die mit dem Erdbeben von Lissabon von 1755 begannen, das genau genommen ein Seebeben war und dessen größte Schäden ein hierdurch ausgelöster Tsunami mit seiner Flut und Rückflut verursachte. 1772 überfluteten erneut große Wassermassen selbst das zehn Kilometer vom Ozean entfernt liegende Kloster Alcobaça, die Flüsse verstopften, und die Rückfluten ließen das Kloster im Schlamm versinken. Der mit dem Wiederaufbau von Lissabon beschäftigte portugiesische Premierminister Sebastião José de Carvalho e Melo, der Marquês de Pombal, beauftragte zwei Jahre später noch einen englischen General und Ingenieur, um die Behebung dieser Schäden zu organisieren. Wissenschaftliche Untersuchungen der Auswirkungen auf die beiden Lagunen stehen bislang aus. Da aber die Rückfluten auf einer Breite von 20 km nur über die beiden jeweils 200 Meter weiten Pforten der Lagunen bei São Martinho und Pederneira abfließen konnten, dürften sie zur Verschüttung der Lagunen nicht unwesentlich mit beigetragen haben. Das Bild von der Meerespforte zur Lagune bei São Martinho do Porto zeigt die sich dahinter anschließende weitläufige Verlandungsfläche, in der noch zu Beginn des 17. Jahrhunderts Schiffe (wie in den Hafen von Alfeizerão, heute im Binnenland gelegen) fuhren.

## Wirtschaft
Wie in vielen anderen Gegenden spielten die Mönche bei dem Aufbau einer Landwirtschaft eine entscheidende Rolle. In den Bereichen der Coutos förderten sie bereits sehr früh die Formen höherer landwirtschaftlicher Veredlungsstufen wie durch den Anbau von Wein, auch von Früchten, Nüssen und Oliven. In den Salinen gewannen sie Salz, aus den Flüssen Erz. In den Lagunen und von den Häfen aus betrieben sie den Fischfang. Die schon im 13. Jahrhundert ihnen eingeräumten Regalien hierfür und auch für die ersten Formen des Handels über die Häfen der Abtei belegen bereits für eine ungewöhnliche frühe Zeit ein hohes wirtschaftliches Wertschöpfungsniveau. Die Holzwirtschaft förderte den Schiffbau, durch die Lagunen mit ihren Binnenhäfen besonders begünstigt. Dies ließ überall in den Coutos die Siedlungen zu properen Gemeinden und diese zu wohlhabenden Städten aufblühen. Handel war bis zum Ende des 18. Jahrhunderts ohne Häfen nicht denkbar, die Coutos besaßen bis zum Beginn des 16. Jahrhunderts vier, danach noch drei. Die Häfen schufen den Wohlstand der Region. Umso mehr mussten die Coutos von der ökologischen Katastrophe des ausgehenden 17. und 18. Jahrhunderts getroffen worden sein, als in geologisch allerkürzester Zeit die Lagunen verschwanden, bzw. die Lagune von Alfeizerão auf die Seenscheibe von São Martinho zusammenschmolz, und die Häfen versandeten. Dieser Einschnitt muss sich als wirtschaftliche Katastrophe ausgewirkt haben.

## Bevölkerung
Zahlen für die Bevölkerung der Coutos stehen erst für das beginnende 19. Jahrhundert zur Verfügung, zuvor finden sich nur unsystematische Einzelangaben. Zu Beginn des 19. Jahrhunderts, also kurz vor Ende der klösterlichen Herrschaft, zählten die Coutos etwa 20.000 Einwohner. Zum Vergleich, damals hatte Köln 50.000 und Nürnberg 30.000 Einwohner. Die Einwohnerzahlen bei den Städten lagen zwischen 1000 und 2000, bzw. 200 und 450 bewohnten Häusern. Das waren Zahlen, die sich auch im Rahmen der vereinzelten Hinweise für die Vergangenheit halten. Eine Ausnahme macht hier nur Paredes, wo für die Regierungszeit von König Dinis (1279–1325), der den dortigen Hafen für seine Residenz Leiria nutzte, 600 "fogos" (also mehr als 2400 Einwohner) gezählt worden sein sollen (zu Beginn des 16. Jahrhunderts waren es nur noch 30).

## Ausbildung
Ganz wesentlich hat zum Erfolg der Coutos von Alcobaça und ihrer Blütezeit im 16. und 17. Jahrhundert das Ausbildungssystem der Mönche beigetragen, das eines der frühesten des Abendlandes war. Schon für das Jahr 1269 ist im Kloster Alcobaça eine öffentliche Schule nachgewiesen, die dann 1290 nach Coimbra verlegt wurde und woraus die Universität Coimbra entstanden ist. Ab dem 14. Jahrhundert betrieben die Mönche land- und vor allem auch wasserbautechnische Schulen in Famalicão und Alvorninha. Von Anbeginn wurden Handwerkskünste wie Eisengewinnung und Schmiedehandwerk und Holzverarbeitung gelehrt. Dies führte zu einer für Portugal ungewöhnlich frühen Industrialisierung der Coutos, die im 19. Jahrhundert eine beachtliche gewerbliche Wirtschaft mit Papier-, Glas- und Porzellan sowie Textilfabriken und Fabriken zur Obstkonservierung aufwies. Die schlechten politischen Rahmenbedingungen Portugals im 20. Jahrhundert hinterließen aber auch hier ihre Spuren, wenn auch heute dennoch Bereiche der alten Coutos durch eine vielfältige und starke mittelständischer Wirtschaft geprägt sind. Dies gilt aber nicht für alle Städte, einige vermochten den offenkundigen Verfall bis heute nicht aufzuhalten.

## Auflösung der Coutos de Alcobaça
Das Ende der Coutos de Alcobaça kam mit der im Jahre 1834 von Königin Maria II. als Ausfluss des Sieges der Liberalen im Miguelistenkrieg verfügten Schließung aller Klöster in Portugal. In den Coutos de Alcobaça gärte es aber schon seit zehn Jahren. Die Mönche konnten sich in die Städte oft nur unter militärischem Schutz begeben. An dem Miguelistenkrieg nahm auf Seiten der Liberalen ein Freiwilligen-Bataillon der Coutos teil, das sich im Jahre 1833 vor dem Kloster in Alcobaça mit den Truppen von König Miguel heftige Gefechte lieferte. Dies führte dazu, dass die Mönche, die den Wegfall ihrer Vorrechte befürchteten, das Kloster im Oktober 1833 bereits endgültig aufgaben. Hieraufhin stürmte die Bevölkerung die Klostergebäude und plünderte es elf Tage lang aus. Die das Wappen der Abtei tragenden Schandpfähle (Pelourinhos) wurden überwiegend eingerissen, vier überstanden die Zeit an ihrem Standort (Aljubarrota, Cela Nova, Maiorga und Santa Catarina), zwei wurden wiedergefunden und wieder aufgestellt (Alfeizerão und Turquel), in Nazaré stellte man 1886 auf den erhaltenen Sockel symbolisch einen Findling. Mit formeller Beendigung der Herrschaft der Abtei im Jahre 1834 wurden sämtliche Städte, zu denen meistens mehrere Gemeinden gehörten, zu Landkreisen. Aber bereits 1836 wurden einige Kreise zusammengelegt und in einer großen Verwaltungsreform von 1855 folgten die übrigen. Die meisten dieser Kreise gingen in den modernen Landkreis Alcobaça auf, mit Ausnahme von Pederneira, das 1895 wieder selbständiger Kreis wurde und 1912 seinen Namen in Anlehnung an die dortige Marienwallfahrtstätte Nossa Senhora da Nazaré in Nazaré (Nazareth) umänderte. Drei Städte (Alvorninha, Santa Catarina und Salir de Matos) gingen in dem benachbarten Landkreis Caldas da Rainha auf. Über fast 150 Jahre verschwand die Erinnerung an den gemeinsamen Städtebund. Im Herbst 2007 trafen sich erstmals alle ehemaligen den Coutos de Alcobaça angehörigen Städte und Gemeinden im Kapitelsaal des Klosters, um sich der gemeinsamen Vergangenheit wieder zu erinnern.